# La Ribera (kommun)
La Ribera är en kommun i Spanien. Den ligger i den autonoma regionen Asturien i norra delen av landet, 400 km nordväst om huvudstaden Madrid. Antalet invånare är 1 852 (2024). Arean är 21,98 kvadratkilometer. La Ribera gränsar till Oviedo, Mieres, Morcín och Santo Adriano. 